# 8221 La Condamine
8221 La Condamine eller 1996 NA4 är en asteroid i huvudbältet som upptäcktes den 14 juli 1996 av den belgiske astronomen Eric W. Elst vid La Silla-observatoriet. Den är uppkallad efter den franske matematikern Charles Marie de La Condamine.
Asteroiden har en diameter på ungefär 6 kilometer och den tillhör asteroidgruppen Koronis.